# Nanonycteris veldkampii
Nanonycteris veldkampii là một loài động vật có vú trong họ Dơi quạ, bộ Dơi. Loài này được Jentink mô tả năm 1888.